# Jorge A. González Rodríguez
Jorge A. González Rodríguez (Bogotà, 16 de desembre de 1954) és un jugador d'escacs colombià que té el títol de Mestre Internacional des de 1977. Va venir a viure a Catalunya a mitjans de la dècada dels 90.
A la llista d'Elo de la FIDE del febrer de 2016, hi tenia un Elo de 2322 punts, cosa que en feia el jugador número 22 (en actiu) de Colòmbia. El seu màxim Elo va ser de 2447 punts, a la llista de juliol de 2006.
Pel que fa a partides estàndard, el total de guanyades és del 58.57%, 18.46% les empatades i 22.97% les perdudes. Amb blanques, el percentatge de guanyades és del 63.38, 17.19% empatades i 20.53% perdudes. Jugant amb negres, el 54.8% de les partides han estat guanyades, mentre que el 19.75% empatades i el 25.44 perdudes.
Amb relació a les ràpides, el percentatge de partides guanyades totals és del 61.36, empatades 10% i perdudes 28%. Amb blanques, el 67.4% són guanyades, el 13,9% empatades i el 18,6% perdudes. Jugant amb negres el 55.56% són victòries.

## Resultats destacats en competició
El 1979 i el 1993 fou campió absolut de Colòmbia.
El 1998 fou campió de l'Obert Internacional de Vallfogona de Balaguer.
El juny de 2005 va ser campió del Torneig Internacional Ciutat de Rubí i de l'Obert Internacional de Sanxenxo. El juliol i l'agost d'aquest mateix any fou campió de l'Obert Internacional Vila d'Esparraguera i l'Obert Internacional Ciutat de Manresa, respectivament.
El juliol de 2008 guanyà l'Obert de Torredembarra destacat amb 7½ punts de 9. L'agost de 2008 fou subcampió de l'Obert de Figueres amb 7 punts de 9, empatat amb Aleksandr Dèltxev, Marc Narciso, Jordi Fluvià i Emili Colls, i a mig punt del campió Fidel Corrales. El setembre fou subcampió al Campionat de Catalunya de Ràpides.
El juliol de 2010 fou campió de l'Obert d'Olot amb 6½ punts de 8. El juny de 2011 fou subcampió de l'Obert Vila de Sant Boi amb 7 punts de 8, a mig punt del campió Orelvis Pérez Mitjans. El juliol de 2012 va tornar a ser campió de l'Obert d'Olot amb 7½ punts de 9, empatat amb el GM Levan Aroshidze però amb millor desempat. I el desembre del mateix any guanya el Tancat per a Mestres Internacionals de Lleida.
El 2013 fou tercer al Campionat d'Espanya de Veterans, empatat a 7 punts amb el segon Juan Manuel Bellón López i a mig punt del campió Mihai Suba. El juliol de 2013 fou segon a l'Obert de Torredembarra (el campió fou Miguel Muñoz Pantoja). L'octubre de 2013 fou campió del Torneig BelleVue Chess amb 7 punts de 9 i de l'Obert d'Escacs Actius Vila de Santpedor.
El juliol de 2014 fou campió de l'Obert de Torredembarra destacat amb 8 punts de 9. El juny de 2015 fou campió del Memorial Josep Lorente amb 8 punts de 9, per davant de Alfonso Jérez Pérez i Daniel Alsina Leal.
El juliol de 2016 guanya per quart cop l'Obert de Torredembarra destacat amb 7½ punts de 9.

### Participació en olimpíades d'escacs
Jorge A. González ha participat, representant Colòmbia, en quatre Olimpíades d'escacs en els anys 1980, 1986, 1990 i 1994, amb un resultat de (+13 =3 –17), per un 43,9% de la puntuació. El seu millor resultat el va fer a les Olimpíada del 1990 en puntuar 3 de 5 (+3 =0 -2), amb el 60,0% de la puntuació, amb una performance de 2459.